# Emil Sonderegger

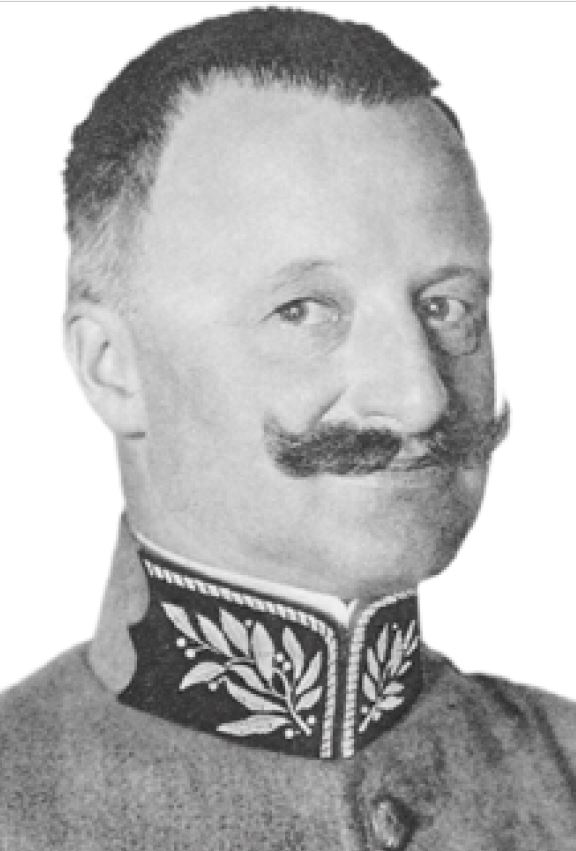
Emil Sonderegger

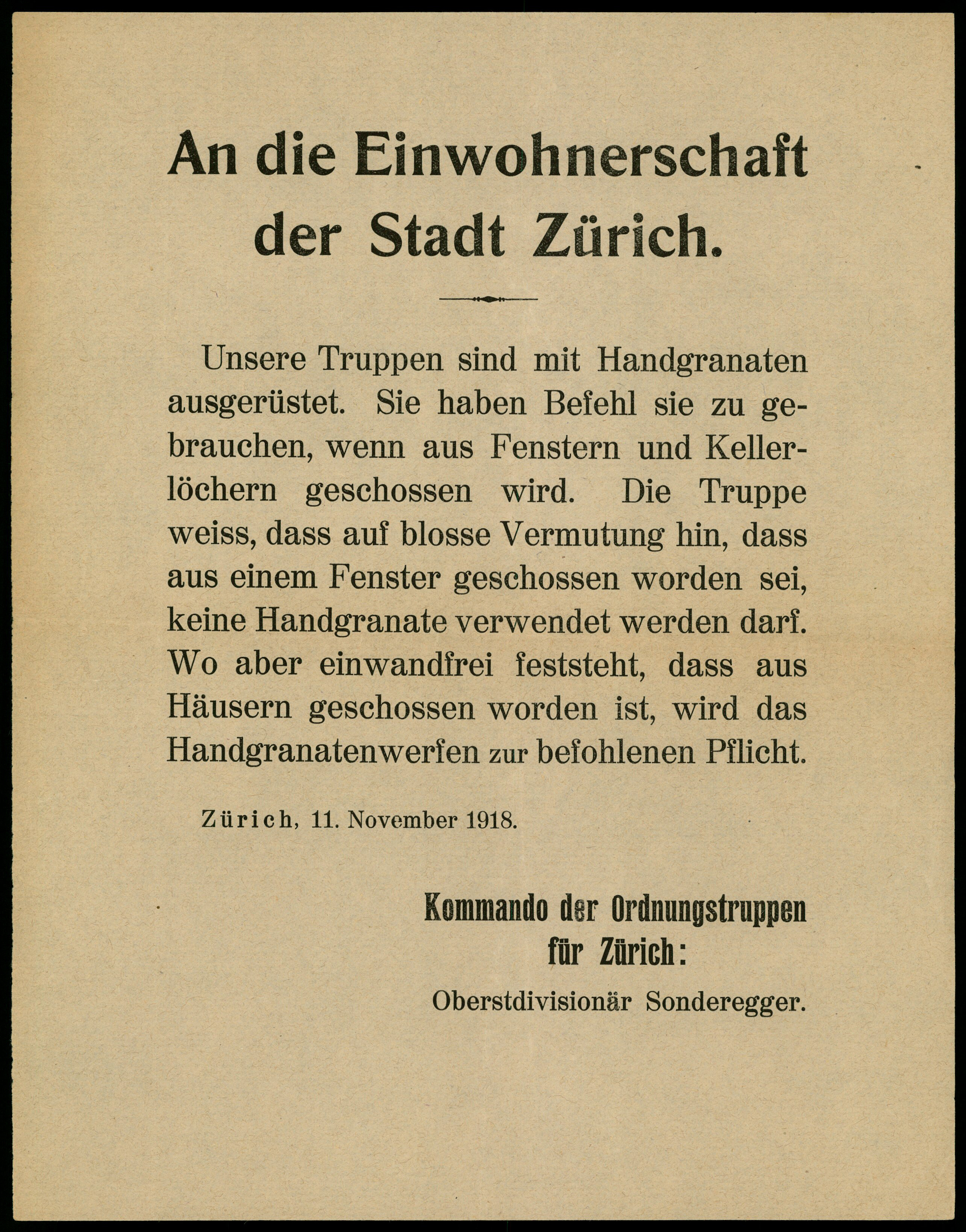
Plakat der Ordnungstruppen in Zürich (Generalstreik 1918)

Emil Sonderegger (* 28. November 1868 in Herisau; † 14. Juli 1934 in Bern; heimatberechtigt in Heiden) war ein Schweizer Offizier und Generalstabschef, der sich später politisch am extremen rechten Rand positionierte.

## Biografie
Emil Sonderegger war ein Sohn von Jakob Albin Sonderegger, Oberrichter und Kantonsrat, und Ida Friederika Tanner. Im Jahr 1896 heiratete er Natalina Clelia Mertillo, Tochter des Giovanni Mertillo, Italienerin. Sondereggers Vater besass eine Stickereifirma. In dieser absolvierte Sonderegger eine kaufmännische Lehre. Danach war er für diese im Exportbereich tätig und unternahm zahlreiche Geschäftsreisen ins Ausland. Von 1910 bis 1920 war Emil Sonderegger zusammen mit seinem Bruder Miteigentümer dieser Stickerei, um sich dann doch für die Laufbahn eines Berufsmilitärs in der Schweizer Armee zu entscheiden. 
Im Jahr 1896 stieg er zum Hauptmann im Generalstab auf, 1901 beförderte man ihn zum Major. Er wurde 1906 zum Stabschef der VII. Division (ab 1911 in 6. Division umbenannt) und des 3. Armeekorps ernannt. Als Stabschef des 3. Armeekorps war er 1912 für die Kaisermanöver anlässlich des Besuches von Kaiser Wilhelm II. in der Ostschweiz mitverantwortlich. Er kommandierte die Gebirgsbrigade 3. Im Jahr 1917 wurde er als Schweizer Beobachter an die Westfront und im gleichen Jahr an die Isonzofront geschickt. Ab 1918 war er Oberstdivisionär der 4. Division. 
Beim Generalstreik im November 1918 kommandierte er die Ordnungstruppen in der Stadt Zürich, wobei ihm sein martialisches und teilweise unerbittliches Auftreten in bürgerlichen Kreisen hohe Anerkennung eintrug. Die Linke sah ihn als "Scharfmacher" und Vertreter der kapitalistischen "Herrenklasse". Nach dem Landesstreik beteiligte er sich am Schweizerischen Bund für Reformen der Übergangszeit, der eine sozialpolitische Neuerung anstrebte. Seit 1920 Generalstabschef, trat er 1923 infolge politischer Differenzen über die geplante Restrukturierung der Schweizer Armee von diesem Amt zurück. Seine überraschende Demission von der Armeespitze kam einem Eklat gleich. Parlament und Landesregierung folgten seiner Meinung nach zu wenig rasch seinen Reformvorschlägen.
Sonderegger arbeitete anschliessend bis 1934 als Akquisitionsagent und Berater für die Schweizerische Industrie-Gesellschaft in Neuhausen am Rheinfall und für einen Waffenproduzenten. Im Laufe der Zeit wandte er sich verstärkt der Politik zu, wo er zum prononcierten Gegner der parlamentarischen Demokratie wurde. Nach 1923 nahm Sonderegger in der Öffentlichkeit häufig Stellung zu militärischen Fragen, ab 1931 auch zu politischen. Als Militärschriftsteller trat er in den 1930er Jahren als Vortragender bei frontistischen Veranstaltungen auf und verfasste u. a. die Schrift Ordnung im Staat (1933), in der er eine Verfassungsrevision im autoritären, antiliberalen und antisemitischen Sinne forderte.
Vom so genannten Frontenfrühling an zählte der Bewunderer von Benito Mussolini zu den einflussreichsten Rechtsextremisten in der Schweiz. Er forderte einen autoritär geführten Staat sowie eine Reorganisation des militärischen Ordnungsdienstes. 1933 gelang es Hans Oehler, damals Herausgeber und Chefredaktor der Schweizerischen Monatshefte, Sonderegger zur Mitgliedschaft in der Nationalen Front zu bewegen. Unter Einsatz seiner militärischen Erfahrung spielte er eine entscheidende Rolle bei der Umgestaltung der Nationalen Front von einer Diskussionsrunde in eine politische Bewegung der Strasse. Die Schwerfälligkeit der Nationalen Front führte jedoch zu einer raschen Desillusionierung, und so verliess Sonderegger die Gruppierung noch im selben Jahr, um mit Ernst Leonhardt den Volksbund zu gründen. Im Februar 1934 trennten sich allerdings auch Sonderegger und Leonhardt, wobei Sonderegger seine eigene Volksfront bildete. Als er bereits im gleichen Jahr verstarb, ging seine Gruppierung in der Eidgenössischen Front auf.
Unter Sondereggers Publikationen zu militärischen Themen ragt die im Ausland beachtete Schrift Infanterieangriff und strategische Operation, erschienen 1929, heraus. 

## Werke
- Emil Sonderegger: Infanterieangriff und strategische Operation: Ausblicke und Vorschläge. Huber, Frauenfeld und Leipzig 1929.